# لوكهيد مارتن إكس-44 مانتا
لوكهيد مارتن أكس -44 مانتا (طائرة بمحور متعدد من دون ذيل) كان تصميم مفهومي لطائرة من تصميم شركة لوكهيد مارتن التي تم دراستها من قبل وكالة ناسا والقوات الجوية الأمريكية لاختبار جدوى كاملة تصميم طائرة بتعرج حاد من دون آذيال (أفقي أو عمودي). كان يعتمد التحكم بالعلو على توجيه دفع ثلالث الأبعاد. تصميم الطائرات كانت مستمدة من F-22 رابتور و بميزة جناح دلتا ممتد من دون سطوح ذيلية.

## وصلات خارجية
- اليوم دوين A. "دلتا مجنحة". centennialofflight.net| عائلة كونستليشن       | - كونستليشن - L-049 - L-649 - L-749 - L-1049 - L-1249 - ستارلاينر - C-69 - C-121 - لوكهيد إي سي-121 وارنينغ ستار - R6V - XB-30               |
| عائلة هيركوليز        | - C-130 - C-130J - AC-130 - لوكهيد دي سي-130 - HC-130 - EC-130 - لوكهيد إي سي-130 أتش كومباس كول - KC-130 - LC-130 - MC-130 - WC-130 - L-100 |
| موديل 10 عائلة الكترا | - Model 10 - الكترا جونيور - لودستار - هدسون - سوبر الكترا - فينتورا                                                                         |
| عائلة إل-188 اليكترا  | - L-188 - P-3 - EP-3 - CP-140 - P-7 |
| أنواع أخرى            | - اير اكسبرس - التير - C-5 - C-141 - إكسكاليبور - جيت ستار - أوريون - ساتورن - سيريوس - تراي ستار - RAF - فيغا                               |

| عائلة لايتنغ      | - P-38 - XP-49 - XP-58                                                 |
| عائلة شوتينق ستار | - F-80 - F-94 - T-33 - T2V                                             |
| عائلة ستارفايتر   | - XF-104 - F-104 - NF-104A - CL-1200                                   |
| عائلة رابتور      | - YF-22 - F-22 - FB-22 - X-44                                          |
| أنواع أخرى        | - A-4AR - A-9 - F-16 - F-35 - F-117 - XFM-2 - XF-90 - لوكهيد واي بي-24 |

| عائلة بلاكبيرد        | - A-12 - إس آر-71 بلاك بيرد - لوكهيد واي أف-12 - D-21 |
| دورية بحرية           | - بيه-2 نبتون - إس-3 فايكنغ |
| أخرى مأهولة           | - U-2 - YO-3 - TR-X - SR-72 |
| طائرات بدون طيار أخرى | - لوكهيد أيكوير - لوكهيد أي كيو أم-60 كينغفيشر - لوكهيد مارتن ديزرت هوك - لوكهيد مارتن ديزرت هوك 3 - Fury - MQM-105 - لوكهيد مارتن بولكات - RQ-3 - RQ-170 |